# Tullibody
Tullibody – miasto w środkowej Szkocji, w hrabstwie Clackmannanshire, położone nad ujściem rzeki Devon do Forth. W 2011 roku liczyło 8809 mieszkańców.
Początki miejscowości sięgają średniowiecza. W 1149 roku wzniesiono tu kościół, którego ruiny zachowały się do czasów obecnych. W 1881 roku wieś liczyła 694 mieszkańców. Miejscowość rozrosła się w latach 50. XX wieku. Wówczas to powstały tu osiedla mieszkaniowe przeznaczone dla pracowników kopalni węgla Glenochil, która rozpoczęła wydobycie w 1956 roku. Zakład zamknięty został ze względu na nierentowność w 1962 roku, a w jego miejscu otwarte zostało więzienie.